# Circonscription électorale de Rorschach
Pour les articles homonymes, voir Rorschach.
La circonscription électorale de Rorschach (en allemand Wahlkreis Rorschach) est une circonscription électorale du canton de Saint-Gall en Suisse. 

## Histoire
La circonscription électorale de Rorschach est créée en 2003 à partir du district de Rorschach, moins la commune d'Eggersriet rattachée à la circonscription électorale de Saint-Gall.

## Communes
| Nom             | N° OFS | Population (décembre 2022) |
| --------------- | ------ | -------------------------- |
| Berg            | 3211   | +000988,                   |
| Goldach         | 3213   | +009 562,                  |
| Mörschwil       | 3214   | +003 619,                  |
| Rorschach       | 3215   | +009 777,                  |
| Rorschacherberg | 3216   | +007 620,                  |
| Steinach        | 3217   | +003 583,                  |
| Thal            | 3237   | +006 914,                  |
| Tübach          | 3218   | +001 587,                  |
| Untereggen      | 3219   | +001 026,                  |
| Total           | Total  | +044 676,                  |